# Alpena (Arkansas)
Pour les articles homonymes, voir Alpena.
Alpena est une municipalité située à cheval sur le comté de Boone et le comté de Carroll, dans l'État de l'Arkansas aux États-Unis.

## Démographie
| 1920 | 1930 | 1940 | 1950 | 1960 | 1970 |
| ---- | ---- | ---- | ---- | ---- | ---- |
| 250  | 361  | 313  | 304  | 283  | 309  |

| 1980 | 1990 | 2000 | 2010 | - | - |
| ---- | ---- | ---- | ---- | - | - |
| 344  | 319  | 371  | 392  | - | - |